# Polskie ABC
Polskie ABC – program dla dzieci i młodzieży o kulturze, historii i geografii Polski. Nadawany był w latach 1995-1999 na antenie TV Polonia. Wyemitowano ponad 110 programów. Autorem i realizatorem programu była Barbara Kolago.  
Program prowadzili: 
- Karolina Borkowska
- Agnieszka Jodłowska
- Małgorzata Marszałek
- Paweł Rojek
- Marek Więckowski
- Tomasz Bieliński
- Agnieszka Sołtyska.